# توفارنيكا (كونييتش)
توفارنيكا (بالإنجليزية: Tovarnica)‏ بالكيريلية (Товарница) هي قرية في بلدية كونييتش التابعة للبوسنة والهرسك.